# Last Fantasy
| Recensione | Giudizio |
| ---------- | -------- |
| IZM        |          |

Last Fantasy è il secondo album in studio della cantante sudcoreana IU, pubblicato nel 2011 dall'etichetta discografica LOEN Entertainment.

## Il disco
Last Fantasy, secondo album in studio di IU, viene annunciato nella seconda metà di novembre 2011. Prima della pubblicazione, vengono diffuse due immagini promozionali, mentre la lista delle tracce viene rivelata il 22 novembre insieme ai teaser di due canzoni. La pubblicazione avviene in Corea del Sud il 29 novembre 2011 in versione standard e limitata: quest'ultima, stampata in quindicimila copie, contiene un'intervista con i produttori sulla realizzazione dell'album, una foto speciale e delle illustrazioni disegnate da IU. Al momento dell'uscita, tutte le tredici tracce conquistano le prime posizioni in ogni classifica musicale sudcoreana, conseguendo un all-kill e, nella prima settimana, l'album vende sette milioni di copie in download digitali, superando i dieci milioni la settimana successiva. L'edizione limitata viene venduta completamente in un giorno solo.
Nell'album, IU duetta con Yoon Sang, Kim Kwang-jin, Lee Juck, Kim Hyeon-cheol e Ra.D.; inoltre, scrive sei tracce, collaborando con Lee Juck, Kim Hyeon-cheol, Yoon Sang, Yoon Jong-shin, G. Gorilla e Corinne Bailey Rae. Il tema dell'album è fantasy, e rappresenta il periodo in cui si abbandona l'infanzia per entrare nella maturità.
Il 28 novembre 2011 viene diffuso il videoclip della title track You & I, nel quale l'attore Lee Hyun-woo interpreta il protagonista maschile, mentre il 9 febbraio 2012 la casa discografica carica sul proprio canale di YouTube un video musicale per il brano Last Fantasy, contenente riprese dallo show di debutto giapponese di IU, tenutosi a gennaio, e spezzoni della cantante che visita le città giapponesi.

## Tracce
1. Secret (비밀; Bimil) – 4:04 (testo: Kim Eana – musica: Jeong Seok-won)
2. Sleeping Prince of the Woods (잠자는 숲 속의 왕자; Jamjaneun sup sogui wangja) (feat. Yoon Sang) – 3:34 (testo: Bak Chang-hak – musica: Yoon Sang)
3. A Child Searching for Stars (별을 찾는 아이; Byeoreul chatneun ai) (feat. Kim Kwang-jin) – 3:58 (testo: Heo Seung-kyeong – musica: Kim Kwang-jin)
4. You & I (너랑 나; Neorang na) – 3:59 (testo: Kim Eana – musica: Lee Min-soo)
5. Wallpaper Patterns (벽지무늬; Byeokjimunui) – 3:40 (testo: Yoon Jong-shin – musica: Yoon Jong-shin, Lee Geun-ho)
6. Uncle (삼촌; Samchon) (feat. Lee Juck) – 3:24 (testo: IU, Lee Juck – musica: Lee Juck)
7. Wisdom Tooth (사랑니; Sarangni) – 3:33 (testo: G.Gorilla, IU – musica: G.Gorilla)
8. Everything's Alright (feat. Kim Hyeon-cheol) – 3:33 (testo: Kim Hyeon-cheol, IU – musica: Kim Hyeon-cheol)
9. Last Fantasy – 6:07 (testo: Kim Eana – musica: Kim Hyeong-seok)
10. Teacher (feat. Ra.D) – 2:48 (testo: Ra.D, IU – musica: Ra.D)
11. A Stray Puppy (길 잃은 강아지; Gil ireun gang-aji) – 3:14 (IU)
12. 4AM – 3:02 (testo: IU – musica: Corinne Bailey Rae)
13. L'amant (라망; Ramang) – 5:52 (Jung Jae-hyung)

## Classifiche

### Classifiche settimanali
| Classifica (2011) | Posizione massima |
| ----------------- | ----------------- |
| Corea del Sud     | 1                 |

### Classifiche di fine anno
| Classifica (2011) | Posizione |
| ----------------- | --------- |
| Corea del Sud     | 15        |

## Date di pubblicazione
| Paese         | Data             | Formato           | Versione | Etichetta          |
| ------------- | ---------------- | ----------------- | -------- | ------------------ |
| Corea del Sud | 29 novembre 2011 | Download digitale | Standard | LOEN Entertainment |
| Corea del Sud | 30 novembre 2011 | CD                | Standard | LOEN Entertainment |
| Corea del Sud | 1º dicembre 2011 | CD                | Limitata | LOEN Entertainment |
| Giappone      | 30 novembre 2011 | Download digitale | Standard | EMI Music Japan    |
| Mondo         | 29 novembre 2011 | Download digitale | Standard | LOEN Entertainment |